# Митюрино (Крым)
Митю́рино (укр. Митюрине, крымскотат. Mitürino, Митюрино) — посёлок в Джанкойском районе Республики Крым, входит в состав Заречненского сельского поселения (согласно административно-территориальному делению Украины — Заречненского сельского совета Автономной Республики Крым).

## Население
| 2001 | 2014 |
| ---- | ---- |
| 27   | ↘10  |

### Динамика численности
- 1926 год — 30 чел.[9]
- 1989 год — 22 чел.[10]
- 2001 год — 27 чел.[11]
- 2009 год — 24 чел.[12]
- 2014 год — 10 чел.[13]

## Современное состояние
На 2017 год в Митюрино числится 1 улица — Есенина; на 2009 год, по данным сельсовета, село занимало площадь 44 гектара на которой, в 8 дворах, проживало 24 человека.

## География
Митюрино — маленький посёлок в центральной части района, у берега одного из осыхающих заливов Сиваша, высота центра села над уровнем моря — 2 м. Ближайшие сёла: Низинное в 0,3 км на запад и Перепёлкино в 4,5 км на юг. Расстояние до райцентра — около 17 километров (по шоссе), там же ближайшая железнодорожная станция. Транспортное сообщение осуществляется по региональной автодороге 35Н-155 Низинное — Митюрино  (по украинской классификации — С-0-10431).

## История
Судя по доступным историческим документам, поселение возникло в начале 1920-х годов, поскольку впервые встречается в Списке населённых пунктов Крымской АССР по Всесоюзной переписи 17 декабря 1926 года, как село Метюроновка, Камаджинского сельсовета (в котором село состоит всю дальнейшую историю. В 1944 году, после освобождения Крыма от фашистов, 12 августа 1944 года было принято постановление № ГОКО-6372с «О переселении колхозников в районы Крыма» и в сентябре 1944 года в район приехали первые новоселы (27 семей) из Каменец-Подольской и Киевской областей, а в начале 1950-х годов последовала вторая волна переселенцев из различных областей Украины. С 25 июня 1946 года Метюроновка в составе Крымской области РСФСР, а 26 апреля 1954 года Крымская область была передана из состава РСФСР в состав УССР. С 1960 года — посёлок Митюрино. По данным переписи 1989 года в селе проживало 22 человека. С 12 февраля 1991 года село в восстановленной Крымской АССР, 26 февраля 1992 года переименованной в Автономную Республику Крым. С 21 марта 2014 года в составе Крыма аннексировано Россией.